# イスマーイール・パシャ
イスマーイール・パシャ（アラビア語: إسماعيل باشا, ラテン文字転写: Ismā‘īl Bāshā, 1830年12月31日 - 1895年3月2日）は、エジプト、ムハンマド・アリー朝の第5代君主（在位：1863年 - 1867年）。オスマン帝国のエジプト総督（ワーリー、在任：1863年 - 1867年）であり、1867年から副王（ヘディーヴ、在位：1867年 - 1879年）であった。イブラーヒーム・パシャの次男で、ムハンマド・アリーの孫にあたる。

## 生涯
1867年、イスマーイールは綿花収入で得た巨額の富を使ってイスタンブールの政府に運動し、ペルシア語で「統治者」を意味する「ヘディーヴ」（副王）という称号を獲得する。
1869年、スエズ運河が開通。運河の権利を主張しスエズ運河会社の株式を取得する。首都カイロにパリに倣った新市街を建設、カイロ・アレクサンドリア間の鉄道敷設などエジプトの近代化を推し進めた。オペラ『アイーダ』の依頼主でもある。
エジプトを近代化させる一方、多額の負債を抱えてオスマン債務管理局の設置を許した。在位中に述べた言葉として、「我が国はもはやアフリカではなく、ヨーロッパの一部である。我々が以前の方法を取り止め、社会的状況に適している新しい制度を採り入れることは、すなわち自然なことである。」というものがある。制度・技術は国益に適うものであったが、それらの採用に伴う国情流出と財政破綻はさすがに不本意であった。
1875年、財政悪化に伴いスエズ運河会社の株式を売却。ベンジャミン・ディズレーリ政権下のイギリスがスエズ運河会社の株式を買収し、これが1882年のイギリスのスエズ運河軍事占領、1919年のエジプトの保護国化のきっかけとなる。